# Otto et Adolf von Zschock
Otto von Zschock, né le 19 février 1875 à Strasbourg, dans l'Empire allemand et mort le 3 mai 1945 dans les bombardements de Lübeck son frère Adolf von Zchock né le 29 novembre 1877 à Sélestat et mort en 1955 sont des artistes ferrailleurs formés à l'École des arts décoratifs de Strasbourg. Ils ont participé à la vie artistique strasbourgeoise au tournant du siècle, en exposant notamment à la Maison d'art alsacienne.

## Biographie
Les deux frères sont les fils d'un architecte. Après une formation à l'École des arts décoratifs de Strasbourg, ils ont produit des objets en métal pour des particuliers ainsi que pour des institutions. Leurs productions les plus célèbres sont des coupe-cigares en forme d'animaux, corbeau, perroquet,.